# Singin' (アルバム)
『singin'』（シンギン）は、日本のロックバンド、PERSONZ初のベスト・アルバムである。

## 収録曲
1. Midnight Teenage Shuffle
 （作詞：JILL / 作曲：本田毅 / 編曲：PERSONZ）
2. Lucky Star
 （作詞：JILL / 作曲：本田毅 / 編曲：PERSONZ）
3. CAN'T STOP THE LOVE
 （作詞：JILL / 作曲：渡邉貢 / 編曲：PERSONZ）
4. BE HAPPY
 （作詞：JILL / 作曲：渡邉貢 / 編曲：PERSONZ）
5. 7COLORS(OverTheRainbow)
 （作詞：JILL / 作曲：渡邉貢 / 編曲：PERSONZ）
6. TOKIO'S GRORIOUS
 （作詞：JILL / 作曲：藤田勉 / 編曲：PERSONZ）
7. DEAR FRIENDS
 （作詞：JILL / 作曲：渡邉貢 / 編曲：PERSONZ）
8. Fallin' Angel〜嘆きの天使〜
 （作詞：JILL / 作曲：渡邉貢 / 編曲：PERSONZ）
9. Dreamers
 （作詞：JILL / 作曲：渡邉貢 / 編曲：PERSONZ）
10. Singin'In The Rain
 （作詞：JILL / 作曲：渡邉貢 / 編曲：PERSONZ）
11. MAYBE CRAZEE-I Love You-
 （作詞：JILL / 作曲：渡邉貢 / 編曲：PERSONZ）
12. PRECIOUS LOVE
 （作詞：JILL / 作曲：渡邉貢 / 編曲：PERSONZ）
13. TRUE LOVE（涙にぬれて）
 （作詞：JILL / 作曲：渡邉貢 / 編曲：PERSONZ）
14. HALLELUJAH
 （作詞：JILL / 作曲：JILL / 編曲：PERSONZ）

## 品番
CD: TECN-30206

MD: TEYN-30001 (1993.12.16)

CD: MSCL-60267 (2013.8.28)※MEG-CD盤